# Huyendo del pasado (película de 2012)
Huyendo del pasado (título original: Ticket Out) es una película estadounidense de acción, suspenso y crimen de 2012, dirigida por Doug Lodato, que a su vez la escribió junto a Suzanne Collins, musicalizada por Mark Adler, en la fotografía estuvo Peter Fernberger y los protagonistas son Ray Liotta, Alexandra Breckenridge y Colin Ford, entre otros. El filme fue realizado por Disparate Films, Minds Eye Entertainment y Moving Images; se estrenó el 11 de enero de 2012.

## Sinopsis
Trata acerca de una madre que se marcha con sus hijos, están escapando del exmarido de ella porque es un opresor.